# Double Action Ladies Football Club
Actualités
Le Double Action Ladies Football Club est un club féminin de football botswanais basé à Gaborone, fondé en 1995 et évoluant dans le championnat du Botswana.

## Histoire
Fondé en 1995, le club termine vice-champion du Botswana en 1998 avant de remporter les trois éditions suivantes. Alors que le championnat du Botswana reprend en 2005, le club remporte neuf nouveaux titres consécutifs, avant de céder sa couronne aux Township Rollers en 2015.
En 2021, le club représente le Botswana lors de la première édition de la Ligue des champions féminine de la CAF, où il remplace le Prisons XI après son retrait pour raisons financières. Le club atteint les demi-finales du tournoi zonal de la COSAFA. La saison suivante, alors que le championnat a repris après plusieurs années d'interruption, Double Action remporte un treizième titre en battant les Mexican Girls en finale (4-2).

## Palmarès
Championnat du Botswana (14) :
- Champion en 1999, 2000, 2001, 2006, 2007, 2008, 2009, 2010, 2011, 2012, 2013, 2014, 2022 et 2023.
- Vice-champion en 1998, 2015 et 2016